# 89 Aquarii
89 Aquarii (c³ Aquarii) é uma estrela dupla na direção da Aquarius. Possui uma ascensão reta de 23h 09m 54.88s e uma declinação de −22° 27′ 27.3″. Sua magnitude aparente é igual a 4.71. Considerando sua distância de 521 anos-luz em relação à Terra, sua magnitude absoluta é igual a −1.31. Pertence à classe espectral A3IV:.